# Bojan Mušćet
Bojan Mušćet (rođen 2. lipnja 1964. u Rijeci) hrvatski je novinar, urednik, publicist, književnik, glazbenik, glazbeni kritičar, konzultant i IT analitičar. 

### Rani život
Mušćet je rođen u Rijeci, a roditelji su mu radili u pomorskoj kompaniji. Otac Josip Mušćet bio je jedan od utemeljitelja Foto kluba Rijeka i prvi je u Rijeci koristio kameru koja snima u boji.  
Nakon završetka srednje škole upisao je i završio Filozofski fakultet stekavši titulu magistra. Završio je hrvatski jezik i književnost te kulturni menadžment, dobivši 1986. dekanovu nagradu kao najbolji student na fakultetu. U Zagreb se preselio 1989.  

### Karijera

#### Novinska karijera
Bojan Mušćet djeluje u medijima od 1980. godine. Objavio je desetak tisuća priloga u više od sto magazina, novinskih izdanja, TV emisija i internetskih portala u Hrvatskoj, regiji, Italiji i Njemačkoj. Pisati je počeo u Omladinskom magazinu Val, najprije o glazbi a kasnije pokrivajući širok spektar tema. Glavni urednik Vala postao je 1988. Godinu dana kasnije Val broj 268 je zabranjen zbog tri teksta, dok je Mušćet optužen po članku 133 za protujugoslavensku djelatnost. Nije osuđen, ali je Val broj 268 sudskom presudom uništen. ↓1 Bila je to posljednja novinska zabrana u Jugoslaviji. Paralelno s Valom sustavno je objavljivao u Poletu, Studentskom listu i Novom listu te surađivao s Radio Rijekom.
Nakon dolaska u Zagreb počinje raditi u redakciji ženskog magazina Svijet gdje postaje urednik deska. Paralelno stalno objavljuje u Studiju, Startu i Danasu. Istodobno surađuje i s Hrvatskom televizijom (HTV) kao novinar (emisije Radar, Fluid, Cro pop rock, Pretežno vedro, Sjaj…) i kao scenarist (Sedma noć, Zlatni gong, Bravo…). Dvaput je napisao scenarij za Doru, hrvatski izbor za pjesmu predstavnicu na Eurosongu. Od 1990. do 2000. napisao je više od 300 scenarija za razne emisije. 
Prelazi u Slobodni tjednik, gdje nakon različitih uredničkih pozicija postaje glavni urednik. Nakon gašenja Slobodnog tjednika prelazi u Vjesnik na poziciju urednika TV priloga Vjesnik Plus.
Bio je jedan od suosnivača prvoga hrvatskog teen magazina OK! i urednik entertainmenta, a onda glavni urednik prvoga hrvatskoga besplatnoga gradskog mjesečnika Moj Zagreb.
Nakon toga, 1997. osniva prvi hrvatski muški magazin, Mušku reviju (MR) u kojoj je bio glavni urednik. Paralelno surađuje sa Slobodnom Dalmacijom, Stilom i Obiteljskim radiom. Nakon gašenja Muške revije uređuje kratkotrajni mjesečni magazin za fotografiju Foto i započinje suradnju s Jutarnjim listom. 
Od 1999. je izvršni urednik informatičkog magazina PC Chip, a 2003. postaje njegov direktor. Paralelno je pokrenuo mjesečnik za telekomunikacije Moj Moby u kojem je bio i glavni urednik. Istodobno surađuje s Globusom, Total Filmom i Men's Healthom. 
Nakon toga prelazi u novopokrenuti Dnevnik (koji poslije postaje Poslovni dnevnik) gdje uređuje četvrtinu novine koja pod imenom Portal objedinjuje tehnologije, znanost, kulturu, lifestyle i entertainment. 
Poslije surađuje s dnevnikom 21. stoljeće, magazinima Bug, Gloria i Trčanje, a bio je članom redakcije Plana B. O fenomenima pop kulture piše za internetski portal Magazin GKR.
U Hrvatskom Telekomu uređivao je interni magazin Halo!, a na tportalu pisao je kolumnu Technotainment. ↓2 Za tportal i danas piše o glazbi i tehnologiji. 
Član je Hrvatskoga novinarskog društva. Utemeljio je i bio prvi predsjednik Zbora informatičkih novinara pri HND-u (2001. – 2005.).

#### Književna karijera
Bojan Mušćet prozaik je i književni kritičar koji je radove objavljivao u raznim regionalnim časopisima i medijima. Priče su mu objavljene u zbirkama 'Riječki krug redom' (Biblioteka Val, 1987.), 'Dan velikih valova' (Biblioteka Val, 2001.), 'Ri Lit – zb(i)rka pripovjedaka' (Studio TiM, 2014.) i u samostalnoj knjizi "Taj fatalni poljubac" (Biblioteka Val, 1989.). Posrijedi je prva knjiga na ovim prostorima koja je imala i vlastiti press materijal; od 14 priča, 12 ih je publicirano u časopisima i magazinima. Prozu je objavljivao još u Rivalu, Quorumu, Poljima, Poletu, Rijeku i drugim časopisima. 
Surađivao je na projektima s mnogim akterima suvremene hrvatske književnosti, među kojima su i Edi Jurković (zajednički su napisali priču 'Rock'n'roll radio'), Mladen Urem, Goran Ušljebrka, Branko Čegec, Edo Popović i drugi. U proznim tekstovima tematizira urbanu kulturu, glazbene, alternativne i kulturne krugove koje, zanimljivom i nesvakidašnjom fabulom, tretira s ironijskim odmakom. Struktura teksta je obilježena postmodernističkim stilom. Avangardnim postupcima gradi svijet dehijerarhiziranih intelektualnih sredina koje propituju granice zbilje i sna. Pripada Rivalovom književnom naraštaju koji je nastao krajem osamdestih, a jedan je od utemeljitelja Ri Lita, neformalne književne skupine oformljene 2013. koju čine riječki autori povezani u cilju reafirmacije beletrističkih vrijednosti, promocije i pojačane konzumacije književnog stvaralaštva. U prvoj postavi Ri Lita još su bili Alen Kapidžić, Enver Krivac, Milan Zagorac, Moris Mateljan, Tea Tulić, Vlado Simcich Vava, Zoran Krušvar i Zoran Žmirić. S Ri Litom Mušćet je uživo nastupio u Rijeci i u Zagrebu. ↓3
Bavio se književnom kritikom radeći prikaze iz britanske, američke i hrvatske književnosti za Novi list (1989. – 1990.) i u časopisnoj periodici. Jedan je od osnivača i član prve redakcije književnog časopisa Rival (1988. – 2000.), gdje je objavljivao prozu i književne eseje. 

#### Glazbena karijera
Mušćet djeluje kao glazbeni kritičar i publicist od 1981. Glazbene kritike i napise o popularnoj glazbi sustavno je objavljivao u Valu, Poletu, Novom listu, Vjesniku, Stilu, Slobodnoj Dalmaciji, Jutarnjem listu, Sušačkoj reviji te drugim tiskanim medijima. Od 2002. o glazbi neprekidno piše za Cantus, list Hrvatskog društva skladatelja. Na Hrvatskoj televiziji kritike je iznosio u emisiji Cro Pop Rock, a kritikama se bavio i za CMC televiziju. Također, o glazbi sustavno piše na internetskim portalima: za zagrebački tportal i beogradski XXZ magazin.  
Eseji o glazbi objavljeni su mu u zborniku 'Rok i književnost' (Polja, 1989.), fotomonografiji Zvonimira Krstulovića 'Bijelo dugme' (Profil, 2006.), knjizi Anđela Jurkasa 'Bez rocka trajanja' (Znanje, 2010.) te notnim zapisima Jasenka Houre (Cantus, 2018.) Bio je jedan od glavnih suradnika u stvaranju 'Male enciklopedije hrvatske pop i rock glazbe' (Nema problema, 1992.).  
Objavio je mnoštvo bilješki na omotima albuma raznih izvođača uključujući Plavi orkestar, Nove fosile, Đorđa Novkovića, Kemala Montena i Bijelo dugme. Box-set Đavola za koji je pisao bilješku osvojio je hrvatsku diskografsku nagradu Porin 2009., a album 'Tvornica snova' Nene Belana koji također sadrži njegovu bilješku Porin 2010. godine. 
Mušćet je uredio reizdanja prva dva albuma Leta 3, a s albumom 'Two Dogs Fuckin' Leta 3 nominiran je za Porina 2010. Uredio je reizdanje albuma Laufera 'The Best off…' (2010.), kompilacije '50 originalnih pjesama' Arsena Dedića (2015.), '50 originalnih pjesama' Tereze Kesovije 2016., '100 originalnih pjesama' Ive Robića 2017. te antologiju Parafa 'Sabrana djela 1976. – 1987.' realiziranu 2018. godine.  
Osnovao je diskografsku kuću STV Music koja je objavila svega jednu singl-kasetu, no kako navodi Ante Perković u knjizi 'Dugi vikend u zemlji čudesa', prodala se u rekordnih 20.000 primjeraka (službeno i piratski): Pips, Chips & Videoclips: 'Dinamo ja volim'.  
Mušćet je aktivno sudjelovao i u organizaciji raznih nastupa, od promotivnog koncerta Trećeg riječkog vala (Fit, Idejni nemiri, Umjetnici ulice, VIA Viktor Kunst) u MZ Turnić u Rijeci 1982. preko koncerta Daleke obale u zagrebačkom Kulušiću 1990. do nastupa Olivera i Gibonnija 2016. te Tonyja Cetinskog 2018. na Trgu bana Jelačića u Zagrebu.    
Bojan Mušćet svirao je bas u punk bandu VIA Viktor Kunst (1982. – 1983.) poznatome po skandalu kad je na Ri Rocku 1982. policajac s pozornice maknuo pjevača banda nakon izvikivanja protudržavnih parola. Pjesma 'Rusi dolaze' nalazi se na kompilaciji 'Riječki novi val' (Dallas, 2008.). U bandu je bubnjeve svirao Zoran Štajdohar Zoff, kasniji autor i pjevač grupe Grč. 
Bojan Mušćet osnivač je i prvoga hrvatskog band-aida. Oformio je band Ri-Val kako bi s pjesmom 'Učinimo nešto' upozorio na rastuće ekološke probleme na Kvarneru i u Gorskom kotaru. Izvođači iz svih udarnih riječkih bandova odazvali su se pozivu i 1988. objavljen je maxi singl 'Zvuk za zrak' s dvije verzije pjesme 'Učinimo nešto' i 'Ne za N.E.' Specijalni gost bio je Pero Lovšin iz Pankrta. Ri-Val se nekoliko puta okupio za izvođenje pjesme uživo, a još dvaput za snimanje pjesama 'Go Home' (protiv okupacije) i 'Ajmo Rijeka!'. Sve tri skladbe objavljene su 1997. na CD EP-ju (Dallas). ↓4
Također, osnovao je band Ljubimci žena (1992. – 1993.) koji je objavio album 'Hrvatske popularne melodije Vol. 1'. (Orfej, 1993.). U bandu su još svirali Rajko Dujmić (Novi fosili), Vladimir Pavelić (Vatrogasci) i Hrvoje Grčević (Žuta minuta). ↓5
Bojan Mušćet bio je u prvom hrvatskom žiriju za Eurosong (1993.), član žirija Splitskog festivala (1995.), Zagrebfesta (2018.), manifestacije Rock&Off (2018.) i drugih glazbenih natjecanja. 

#### IT karijera
Od kraja devedesetih Mušćet kao publicist i analitičar objavljuje u raznim publikacijama tekstove vezane za IT, internet, gadgete i društvene mreže. IT kolumne imao je u PC Chipu (Hrvatski Matrix), Slobodnoj Dalmaciji (Sasvim mobične priče) i na tportalu (Technotainment).  
Kao predavač ili moderator sudjelovao je na mnoštvu poslovnih konferencija (MIPRO, NetBiz, Financijski forum, Wireless World – Mobile Life, HP Business Conference, Telekom Arena, Weekend Media Festival, WinDays, Bug Future Show…), a kao stručni suradnik za tehnologiju surađivao je i s nekima od najpriznatijih hrvatskih PR i marketinških agencija. Tijekom karijere tehnološkog analitičara, sudjelovao je na više od 50 ICT kongresa diljem svijeta te je izvještavao s najvećih svjetskih tehnoloških sajmova, poput CES-a u Las Vegasu, MWC-a u Barceloni, CeBIT-a u Hannoveru i IFA-e u Berlinu, za brojne medije u regiji. Operativni je suradnik organizatora najvećega godišnjega regionalnog natjecanja tehnoloških ideja, Idea Knockout. Utemeljio je i vodio hrvatsku nacionalnu nagradu za mobilni uređaj godine Zlatni Moby. 
Korporativna IT karijera uključuje poziciju pomoćnika direktora Odjela za korporativne komunikacije Hrvatskog Telekoma (gdje je zaposlen od 2005.), urednika korporativnog websitea i publikacija te višega komunikacijskog stručnjaka. 

#### Nagrade i priznanja
Bojan Mušćet dobitnik je tri hrvatske diskografske nagrade Porin: kao urednik za reizdanje nastupnog albuma Laufera 'The Best off…' (Dallas, 2011.), kompilacije '50 originalnih pjesama' Arsena Dedića (Croatia Records, 2016.) i '100 originalnih pjesama' Ive Robića (Croatia Records, 2018.). ↓6
Computer Technology Association (CTA), najveća svjetska tehnološka organizacija odabrala ga je u žiri najvažnije tehnološke nagrade CES Innovate 2018. ↓7Bio je i član žirija za AOTMP Mobility Awards na najvećem svjetskom tehnološkom sajmu – CES-u u Las Vegasu. Dobio je i MIPRO IEEE povelju za izniman doprinos razvoju ICT tehnologije u Hrvatskoj na području tehnološke komunikacije. ↓8

### Privatni život
Oženjen je i ima dvoje djece. 
Skuplja prve brojeve raznih tiskanih izdanja pa je na prvom Weekend Media Festivalu u Rovinju 2008. postavio izložbu '101 broj 1' s odabranim print izdanjima. ↓9 U riječkom klubu Palach je 1985. priredio izložbu interpunkcijskih znakova 'Interpunkt'.
Jedan je od najvećih poznavatelja mitologije o Jamesu Bondu, a feljton o Bondu publicirao je u desetak medija. 

Bojan Mušćet bavi se trčanjem i član je Atletskog kluba Sljeme. Kao dio organizacijskog tima od 2015. sudjeluje u organizaciji poslovnih utrka Magenta 1 B2B RUN u Splitu, Rijeci, Osijeku i Zagrebu. Otrčao je maraton u Rimu 2018. godine. ↓10

## Vanjske poveznice
```
www.muscet.net
 
 
Arhivirana inačica izvorne stranice
 
od 9. kolovoza 2017. (
Wayback Machine
)
, osobne stranice
```